# Unione Sportiva Foggia 1977-1978
Questa voce raccoglie le informazioni riguardanti l'Unione Sportiva Foggia nelle competizioni ufficiali della stagione 1977-1978.

## Stagione
Nel corso della stagione 1977-1978 il Foggia, sempre affidato all'allenatore Ettore Puricelli, ha lottato per tutto il campionato nel tentativo di mantenere la permanenza in Serie A, ma non c'è riuscito a causa della peggior differenza reti nei confronti della Fiorentina che agganciò i pugliesi all'ultima giornata.
In Coppa Italia i satanelli  hanno disputato il quarto girone di qualificazione.

## Organigramma societario
Area direttiva
Presidente: Antonio Fesce
Segretario: Osvaldo Iannantuoni
Area tecnica
Allenatore: Ettore Puricelli
Allenatore in seconda: Cosimo Nocera
Preparatore atletico: Luigi Colella
Area sanitaria
Medico sociale: Vincenzo Ciampone
Massaggiatore: Michele Rabbaglietti

## Rosa
| N. |                   | Ruolo | Calciatore         |
| -- | ----------------- | ----- | ------------------ |
|    | Italia (bandiera) | P     | Maurizio Memo      |
|    | Italia (bandiera) | P     | Mirko Benevelli    |
|    | Italia (bandiera) | D     | Renato Sali        |
|    | Italia (bandiera) | D     | Rosario Sasso      |
|    | Italia (bandiera) | D     | Mauro Colla        |
|    | Italia (bandiera) | D     | Giovanni Pirazzini |
|    | Italia (bandiera) | D     | Carmine Gentile    |
|    | Italia (bandiera) | D     | Novilio Bruschini  |
|    | Italia (bandiera) | C     | Nevio Scala        |
|    | Italia (bandiera) | C     | Franco Bergamaschi |

| N. |                   | Ruolo | Calciatore         |
| -- | ----------------- | ----- | ------------------ |
|    | Italia (bandiera) | C     | Luigi Delneri      |
|    | Italia (bandiera) | C     | Bernardino Fabbian |
|    | Italia (bandiera) | C     | Sandro Salvioni    |
|    | Italia (bandiera) | A     | Nerio Ulivieri     |
|    | Italia (bandiera) | A     | Aldo Nicoli        |
|    | Italia (bandiera) | A     | Antonio Bordon     |
|    | Italia (bandiera) | A     | Giorgio Braglia    |
|    | Italia (bandiera) | A     | Maurizio Iorio     |
|    | Italia (bandiera) | A     | Nicola Ripa        |

## Risultati

### Serie A

#### Girone di andata
| Arbitro: | Gussoni (Tradate) |

|                                                                          |           |  |
| Bettega 48’, 57’ Boninsegna 71’, 84’ Cuccureddu 80’ Bruschini 87’ (aut.) | Marcatori |  |

| Arbitro: | Menegali (Roma) |

|           |           |              |
| Scala 56’ | Marcatori | 7’ Antognoni |

| Arbitro: | Trinchieri (Reggio Emilia) |

|              |           |  |
| Ugolotti 77’ | Marcatori |  |

| Arbitro: | Gonella (Torino) |

|             |           |  |
| Gentile 83’ | Marcatori |  |

| Arbitro: | Michelotti (Parma) |

|               |           |  |
| Pirazzini 52’ | Marcatori |  |

| Arbitro: | Reggiani (Bologna) |

|                        |           |  |
| Rivera 12’ Maldera 63’ | Marcatori |  |

| Genova 6 novembre 1977 7ª giornata | Genoa            | 0 – 0 | Foggia | Stadio Luigi Ferraris\| Arbitro: \| Ciacci (Firenze) \| |
| Arbitro:                           | Ciacci (Firenze) |       |        |                                                         |

| Arbitro: | Lo Bello (Siracusa) |

|                         |           |  |
| Pirazzini 31’ Iorio 82’ | Marcatori |  |

| Arbitro: | D'Elia (Salerno) |

|                    |           |           |
| Gentile 59’ (aut.) | Marcatori | 5’ Bordon |

| Arbitro: | Ciulli (Roma) |

|                          |           |           |
| Luigi Delneri 45’ (rig.) | Marcatori | 10’ Salvi |

| Arbitro: | Lo Bello (Siracusa) |

|                                           |           |  |
| Valente 24’ Savoldi 32’, 48’ (rig.), rig’ | Marcatori |  |

| Arbitro: | Benedetti (Roma) |

|  |           |                    |
|  | Marcatori | 45’ (aut.) Gentile |

| Arbitro: | Barbaresco (Cormons) |

|           |           |  |
| Colla 43’ | Marcatori |  |

| Arbitro: | Pieri (Genova) |

|                                            |           |                 |
| Zigoni 8’ Trevisanello 32’ Sali 78’ (aut.) | Marcatori | 83’ Bergamaschi |

| Arbitro: | Gonella (Torino) |

|  |           |                            |
|  | Marcatori | 44’ (aut.) Sali 73’ Oriali |

#### Girone di ritorno
| Foggia 29 gennaio 1978 16ª giornata | Foggia          | 0 – 0 | Juventus | Stadio Pino Zaccheria\| Arbitro: \| Menegali (Roma) \| |
| Arbitro:                            | Menegali (Roma) |       |          |                                                        |

| Arbitro: | Barbaresco (Cormons) |

|          |           |            |
| Sella 3’ | Marcatori | 78’ Bordon |

| Foggia 12 febbraio 1978 18ª giornata | Foggia         | 0 – 0 | Roma | Stadio Pino Zaccheria\| Arbitro: \| Lapi (Firenze) \| |
| Arbitro:                             | Lapi (Firenze) |       |      |                                                       |

| Arbitro: | Gussoni (Tradate) |

|                         |           |           |
| Chiodi 28’ De Ponti 81’ | Marcatori | 20’ Iorio |

| Arbitro: | Agnolin (Bassano del Grappa) |

|                                         |           |          |
| Mozzini 74’ Graziani 84’ Zaccarelli 86’ | Marcatori | 4’ Iorio |

| Arbitro: | Michelotti (Parma) |

|                   |           |                           |
| Turone 18’ (aut.) | Marcatori | 49’ Calloni 78’ Antonelli |

| Arbitro: | Panzino (Catanzaro) |

|                   |           |            |
| Bordon 80’ (rig.) | Marcatori | 27’ Pruzzo |

| Arbitro: | Gonella (Torino) |

|              |           |                      |
| Zucchini 44’ | Marcatori | 55’ Bordon 81’ Iorio |

| Arbitro: | Barbaresco (Cormons) |

|                                       |           |                  |
| Iorio 19’ Colla 59’ Luigi Delneri 80’ | Marcatori | 46’ Garlaschelli |

| Arbitro: | Prati (Parma) |

|                      |           |  |
| Faloppa 5’ Rossi 20’ | Marcatori |  |

| Arbitro: | Casarin (Milano) |

|            |           |                |
| Nicoli 48’ | Marcatori | 73’ G. Savoldi |

| Arbitro: | Gonella (Torino) |

|                                    |           |                |
| Bagni 4’ (rig.), 51’ Novellino 34’ | Marcatori | 3’ Bergamaschi |

| Arbitro: | Michelotti (Parma) |

|                  |           |                                    |
| Scala 77’ (rig.) | Marcatori | 25’ (aut.) Festa 41’ (aut.) Andena |

| Arbitro: | Bergamo (Livorno) |

|                                                  |           |  |
| Bordon 54’, 73’ (rig.) Bergamaschi 85’ Iorio 90’ | Marcatori |  |

| Arbitro: | Gonella (Torino) |

|                          |           |                      |
| Muraro 37’ Scanziani 75’ | Marcatori | 41’ (aut.) Facchetti |

### Coppa Italia

#### Quarto Girone
| Arbitro: | Mattei (Macerata) |

|                                            |           |            |
| Ghetti 8’, 53’ Damiani 60’, 64’ Pruzzo 68’ | Marcatori | 11’ Nicoli |

| Arbitro: | Barbaresco (Cormons) |

|                                             |           |                            |
| Graziani 13’, 17’ Pulici 37’ Zaccarelli 89’ | Marcatori | 49’ Bergamaschi 65’ Bordon |

| Arbitro: | Patrussi (Arezzo) |

|                                                     |           |             |
| Gentile 39’, 59’ Papadopulo 43’ (aut.) Ulivieri 73’ | Marcatori | 62’ Asnicar |

| 31 agosto 1977 4ª giornata |  | – Riposa |  |  |

| Arbitro: | Esposito (Torre Annunziata) |

|                   |           |              |
| Luigi Delneri 38’ | Marcatori | 58’ Belluzzi |

## Statistiche

### Statistiche di squadra
| Competizione | Punti | In casa | In casa | In casa | In casa | In casa | In casa | In trasferta | In trasferta | In trasferta | In trasferta | In trasferta | In trasferta | Totale | Totale | Totale | Totale | Totale | Totale | DR  |
| Competizione | Punti | G       | V       | N       | P       | Gf      | Gs      | G            | V            | N            | P            | Gf           | Gs           | G      | V      | N      | P      | Gf     | Gs     | DR  |
| ------------ | ----- | ------- | ------- | ------- | ------- | ------- | ------- | ------------ | ------------ | ------------ | ------------ | ------------ | ------------ | ------ | ------ | ------ | ------ | ------ | ------ | --- |
| Serie A      | 25    | .       | .       | .       | .       | .       | ..      | ..           | .            | .            | .            | ..           | ..           | 30     | 8      | 9      | 13     | 28     | 43     | -15 |
| Coppa Italia |       | .       | .       | .       | .       | .       | ..      | ..           | .            | .            | .            | ..           | ..           | 4      | 1      | 1      | 2      | 8      | 11     | -3  |
| Totale       | 25    | .       | .       | .       | .       | .       | ..      | ..           | .            | .            | .            | ..           | ..           | 34     | 9      | 10     | 15     | 36     | 54     | -18 |

### Statistiche dei giocatori
Fonte:
| Giocatore      | Serie A  | Serie A | Serie A     | Serie A    | Coppa Italia | Coppa Italia | Coppa Italia | Coppa Italia | Totale   | Totale | Totale      | Totale     |
| Giocatore      | Presenze | Reti    | Ammonizioni | Espulsioni | Presenze     | Reti         | Ammonizioni  | Espulsioni   | Presenze | Reti   | Ammonizioni | Espulsioni |
| -------------- | -------- | ------- | ----------- | ---------- | ------------ | ------------ | ------------ | ------------ | -------- | ------ | ----------- | ---------- |
| A. Bordon      | 30       | 6       | ?           | ?          | ?            | ?            | ?            | ?            | 30+      | 6+     | ?           | ?          |
| M. Benevelli   | 1        | 0       | ?           | ?          | ?            | ?            | ?            | ?            | 1+       | 0+     | ?           | ?          |
| F. Bergamaschi | 29       | 3       | ?           | ?          | ?            | ?            | ?            | ?            | 29+      | 3+     | ?           | ?          |
| G. Braglia     | 8        | 0       | ?           | ?          | ?            | ?            | ?            | ?            | 8+       | 0+     | ?           | ?          |
| N. Bruschini   | 21       | 0       | ?           | ?          | ?            | ?            | ?            | ?            | 21+      | 0+     | ?           | ?          |
| M. Colla       | 27       | 2       | ?           | ?          | ?            | ?            | ?            | ?            | 27+      | 2+     | ?           | ?          |
| L. Delneri     | 28       | 2       | ?           | ?          | ?            | ?            | ?            | ?            | 28+      | 2+     | ?           | ?          |
| B. Fabbian     | 2        | 0       | ?           | ?          | ?            | ?            | ?            | ?            | 2+       | 0+     | ?           | ?          |
| C. Gentile     | 17       | 1       | ?           | ?          | ?            | ?            | ?            | ?            | 17+      | 1+     | ?           | ?          |
| M. Iorio       | 21       | 6       | ?           | ?          | ?            | ?            | ?            | ?            | 21+      | 6+     | ?           | ?          |
| M. Memo        | 30       | 0       | ?           | ?          | ?            | ?            | ?            | ?            | 30+      | 0+     | ?           | ?          |
| A. Nicoli      | 28       | 1       | ?           | ?          | ?            | ?            | ?            | ?            | 28+      | 1+     | ?           | ?          |
| G. Pirazzini   | 26       | 2       | ?           | ?          | ?            | ?            | ?            | ?            | 26+      | 2+     | ?           | ?          |
| N. Ripa        | 14       | 0       | ?           | ?          | ?            | ?            | ?            | ?            | 14+      | 0+     | ?           | ?          |
| R. Sali        | 30       | 0       | ?           | ?          | ?            | ?            | ?            | ?            | 30+      | 0+     | ?           | ?          |
| S. Salvioni    | 11       | 0       | ?           | ?          | ?            | ?            | ?            | ?            | 11+      | 0+     | ?           | ?          |
| R. Sasso       | 2        | 0       | ?           | ?          | ?            | ?            | ?            | ?            | 2+       | 0+     | ?           | ?          |
| N. Scala       | 28       | 1       | ?           | ?          | ?            | ?            | ?            | ?            | 28+      | 1+     | ?           | ?          |
| N. Ulivieri    | 4        | 0       | ?           | ?          | ?            | ?            | ?            | ?            | 4+       | 0+     | ?           | ?          |